# Liste von Terroranschlägen im Jahr 2000
Die Liste von Terroranschlägen im Jahr 2000 enthält eine unvollständige Auswahl von Terroranschlägen, die im Jahr 2000 passierten. Attentate werden gesondert in der Liste bekannter Attentate behandelt. Die Liste von Sprengstoffanschlägen listet auch nichtterroristische Anschläge. Die Liste von Flugzeugentführungen enthält eine Liste mit meist terroristischem Hintergrund. Im Artikel Rechtsterrorismus werden weitere terroristische Anschläge aufgezählt.

## Erläuterung
In der Spalte Politische Ausrichtung ist die politische bzw. weltanschauliche Einordnung der Täter angegeben: faschistisch, rassistisch, nationalistisch, nationalsozialistisch, sozialistisch, kommunistisch, antiimperialistisch, islamistisch (schiitisch, sunnitisch, deobandisch, salafistisch, wahhabitisch), hinduistisch. Bei vorrangig auf staatliche Unabhängigkeit oder Autonomie zielender Ausrichtung ist autonomistisch vorangestellt, gefolgt von der Region oder der Volksgruppe und ggf. weiteren Merkmalen der Täter: armenisch, irisch (katholisch), kurdisch, tirolisch, tschetschenisch, dagestanisch, punjabisch (sikhistisch), palästinensisch.
Die Opferzahlen der Anschläge werden farbig dargestellt:

Die Zahl bei den Anschlägen getöteter/verletzter Täter ist in Klammern ( ) gesetzt.

## Januar
| Datum/Beginn    | Betroffenes Land | Anschlag                     | Täter                            | Politische Ausrichtung                                                        | Mittel                                 | Ziel                                             | Tote    | Verletzte | Hintergrund                           |
| --------------- | ---------------- | ---------------------------- | -------------------------------- | ----------------------------------------------------------------------------- | -------------------------------------- | ------------------------------------------------ | ------- | --------- | ------------------------------------- |
| 01. Januar 2000 | Spanien          | Anschlag in Galdakao         |                                  |                                                                               | Brandbomben                            | Polizeikaserne                                   | 0       | 1         | ETA-Konflikt                          |
| 01. Januar 2000 | Bangladesch      | Anschlagsserie in Chittagong |                                  |                                                                               | Schusswaffen, Sprengstoff, Brandbomben | Bushaltestelle, Polizisten, Soldaten, Zivilisten | 0       | 34        |                                       |
| 03. Januar 2000 | Indien           | Anschlag in Srinagar         |                                  |                                                                               | Landmine                               | Markt                                            | 18      | 30        | Aufstand in Kaschmir                  |
| 05. Januar 2000 | Sri Lanka        | Anschlag in Colombo          | Gunanayagam Leela Lakshmi (LTTE) | autonomistisch, tamilisch-sozialistisch                                       | Selbstmordattentäterin                 | Premierministerresidenz, Sicherheitskräfte       | 10 (+1) | 25        | Bürgerkrieg in Sri Lanka              |
| 06. Januar 2000 | Indien           | Anschlag in Neu-Delhi        |                                  |                                                                               | Sprengsatz                             | Passagierzug                                     | 0       | 23        |                                       |
| 07. Januar 2000 | Slowakei         | Anschlag in Bratislava       |                                  |                                                                               | Molotowcocktail                        | Apotheke                                         | 0       | 4         |                                       |
| 11. Januar 2000 | Uganda           | Anschlag in Bundibugyo       | ADF                              | islamistisch                                                                  |                                        | Flüchtlingslager                                 | 10      | 0         | ADF-Konflikt                          |
| 15. Januar 2000 | Angola           | Anschlag in Cachiungo        | UNITA                            | konservativ, angolanisch-nationalistisch, christlich-demokratisch, maoistisch | Stichwaffen                            | Dorf                                             | 36      |           | Bürgerkrieg in Angola                 |
| 16. Januar 2000 | Uganda           | Anschlag nahe Bundibugyo     | vermutlich ADF                   | islamistisch                                                                  | Schusswaffen, Brandstiftung            | Flüchtlingslager                                 | 24      | 15        | ADF-Konflikt                          |
| 17. Januar 2000 | Pakistan         | Anschlag in Karatschi        |                                  |                                                                               | Sprengsatz                             | Markt                                            | 9       | 25        |                                       |
| 17. Januar 2000 | Israel           | Anschlag in Chadera          |                                  |                                                                               | Rohrbombe                              | Markt                                            | 0       | 21        | Israelisch-Palästinensischer Konflikt |
| 20. Januar 2000 | Sri Lanka        | Anschlag in Trincomalee      | vermutlich LTTE                  | autonomistisch, tamilisch-sozialistisch                                       | Mörser                                 | Polizeiparade                                    | 5       | 25        | Bürgerkrieg in Sri Lanka              |
| 21. Januar 2000 | Spanien          | Anschlag in Madrid           | ETA                              | autonomistisch, baskisch-nationalistisch, marxistisch-leninistisch            | Autobombe                              | Zivilisten                                       | 1       | 2         | ETA-Konflikt                          |
| 27. Januar 2000 | Sri Lanka        | Anschlag in Vavuniya         | LTTE                             | autonomistisch, tamilisch-sozialistisch                                       | Paketbombe                             | Postamt                                          | 11      | 73        | Bürgerkrieg in Sri Lanka              |
| 28. Januar 2000 | Pakistan         | Anschlag in Karatschi        |                                  |                                                                               | Sprengsatz                             | Moschee                                          | 4       | 28        |                                       |

## Februar
| Datum/Beginn     | Betroffenes Land       | Anschlag                   | Täter                    | Politische Ausrichtung                                                        | Mittel          | Ziel              | Tote    | Verletzte | Hintergrund                       |
| ---------------- | ---------------------- | -------------------------- | ------------------------ | ----------------------------------------------------------------------------- | --------------- | ----------------- | ------- | --------- | --------------------------------- |
| 08. Februar 2000 | Sri Lanka              | Anschlag in Colombo        | LTTE                     | autonomistisch, tamilisch-sozialistisch                                       | 2 Sprengsätze   | Busse, Zivilisten | 3       | 42        | Bürgerkrieg in Sri Lanka          |
| 16. Februar 2000 | Kolumbien              | El-Salado-Massaker         | AUC                      |                                                                               | Massenexekution | Dorf, Zivilisten  | 60–100+ |           | Bewaffneter Konflikt in Kolumbien |
| 20. Februar 2000 | Indien                 | Anschlag in Madhya Pradesh | vermutlich CPI           | marxistisch-leninistisch, maoistisch, links-nationalistisch                   | Landmine        | Polizeistreife    | 22      |           | Naxalitenaufstand                 |
| 20. Februar 2000 | Angola                 | Anschlag in Cuando Cubango | UNITA                    | konservativ, angolanisch-nationalistisch, christlich-demokratisch, maoistisch | Schusswaffen    | Militärpatrouille | 28 (+3) |           | Bürgerkrieg in Angola             |
| 25. Februar 2000 | Philippinen            | Anschlag nahe Kolambugan   | MILF                     | autonomistisch, moro-sozialistisch                                            | 2 Sprengsätze   | Bus, Fähre        | 44      | 50        | Moro-Konflikt                     |
| 25. Februar 2000 | Vereinigtes Königreich | Anschlag in Portadown      | Loyalistischer Extremist | loyalistisch                                                                  | Schusswaffe     | Zivilist          | 0       | 1         | Nordirlandkonflikt                |

## März
| Datum/Beginn  | Betroffenes Land | Anschlag                           | Täter                                              | Politische Ausrichtung                          | Mittel                              | Ziel                              | Tote | Verletzte | Hintergrund                       |  |
| ------------- | ---------------- | ---------------------------------- | -------------------------------------------------- | ----------------------------------------------- | ----------------------------------- | --------------------------------- | ---- | --------- | --------------------------------- |  |
| 02. März 2000 | Russland         | Anschlag in Grosny                 | vermutlich Tschetschenische Rebellen               |                                                 | Maschinengewehre, Granatwerfer      | Bereitschaftspolizisten           | 16   | 21        | Zweiter Tschetschenienkrieg       |  |
| 06. März 2000 | Spanien          | Anschlag in Donostia-San Sebastián | vermutlich ETA                                     | autonomistisch, baskisch-nationalistisch        | Autobombe                           | Polizeistreife                    | 0    | 7         | ETA-Konflikt                      |  |
| 10. März 2000 | Sri Lanka        | Anschlag in Colombo                | vermutlich LTTE                                    | autonomistisch, tamilisch-sozialistisch         | Automatische Schusswaffen, Granaten | Polizisten, Zivilisten            | 22   | 47        | Bürgerkrieg in Sri Lanka          |  |
| 14. März 2000 | Jugoslawien      | Anschlag in Okrug Pčinja           |                                                    |                                                 | Schusswaffe(n)                      | Zivilist                          | 1    | 0         | Jugoslawienkriege                 |  |
| 17. März 2000 | Uganda           | Anschlag in Kasese                 | Bewegung für die Einsetzung der Zehn Gebote Gottes | religiös                                        | Massensuizid                        | Sektenmitglieder                  | 778  | 0         |                                   |  |
| 21. März 2000 | Indien           | Anschlag in Jammu und Kashmir      | Muslimische Extremisten                            |                                                 | Schusswaffen                        | Sikh-Zivilisten                   | 35   | 1         | Aufstand in Kaschmir              |  |
| 26. März 2000 | Kolumbien        | Anschlag in Antioquia              | vermutlich FARC-EP                                 | marxistisch-leninistisch, links-nationalistisch | Schusswaffen, Granaten              | Bürgermeister, Zivilisten         | 29   |           | Bewaffneter Konflikt in Kolumbien |  |
| 26. März 2000 | Kolumbien        | Anschlag in Girardot               | vermutlich FARC-EP                                 | marxistisch-leninistisch, links-nationalistisch | Autobombe                           | Polizeistation, Zivilisten, Markt | 1    | 30        | Bewaffneter Konflikt in Kolumbien |  |
| 28. März 2000 | Pakistan         | Anschlag in Torcham                |                                                    |                                                 | Sprengsatz                          | Markt                             | 7    | 27        |                                   |  |

## April
| Datum/Beginn   | Betroffenes Land | Anschlag            | Täter | Politische Ausrichtung                     | Mittel      | Ziel                  | Tote | Verletzte | Hintergrund                       |
| -------------- | ---------------- | ------------------- | ----- | ------------------------------------------ | ----------- | --------------------- | ---- | --------- | --------------------------------- |
| 06. April 2000 | Kolumbien        | Anschlag in Tibú    |       |                                            | Exekution   | Zivilisten            | 21   | 5         | Bewaffneter Konflikt in Kolumbien |
| 19. April 2000 | Indien           | Anschlag in Sopore  |       |                                            | Granate     | Militärkonvoi         | 2    | 28        | Aufstand in Kaschmir              |
| 19. April 2000 | Frankreich       | Anschlag in Quévert | BRA   | autonomistisch, bretonisch-nationalistisch | Sprengsatz  | Restaurant            | 1    | 0         |                                   |
| 29. April 2000 | Deutschland      | Anschlag in Hamburg |       |                                            | Handgranate | Diskothek, Zivilisten | 0    | 9         |                                   |

## Mai
| Datum/Beginn | Betroffenes Land       | Anschlag                                                 | Täter                | Politische Ausrichtung                                                                       | Mittel                                            | Ziel                                            | Tote    | Verletzte | Hintergrund                           |
| ------------ | ---------------------- | -------------------------------------------------------- | -------------------- | -------------------------------------------------------------------------------------------- | ------------------------------------------------- | ----------------------------------------------- | ------- | --------- | ------------------------------------- |
| 02. Mai 2000 | Vereinigtes Königreich | Anschlag in Dungannon                                    | vermutlich IRA       | autonomistisch, irisch-republikanisch                                                        | Schuss- und Stichwaffen                           | Zivilist                                        | 0       | 1         | Nordirlandkonflikt                    |
| 03. Mai 2000 | Philippinen            | Anschlag in General Santos                               | vermutlich MILF      | autonomistisch, moro-sozialistisch                                                           | Selbstmordattentäter mit Autobombe, 3 Sprengsätze | Stadthalle, Hafen, Markt                        | 14 (+1) | 30        | Moro-Konflikt                         |
| 04. Mai 2000 | Israel                 | Anschlag in Chadera                                      | Hisbollah            | islamisch-nationalistisch, antizionistisch, antiimperialistisch, antiwestlich, antisemitisch | Raketen                                           | Gemeinde                                        | 0       | 28        | Israelisch-Palästinensischer Konflikt |
| 07. Mai 2000 | Spanien                | Anschlag auf den Journalisten Jose Luis Lopez de Lacalle | ETA                  | autonomistisch, baskisch-nationalistisch, marxistisch-leninistisch                           | Schusswaffe                                       | Journalist                                      | 1       | 0         | ETA-Konflikt                          |
| 08. Mai 2000 | Spanien                | Anschlag in Vigo                                         | vermutlich GRAPO     | marxistisch-leninistisch, anti-revisionistisch, republikanisch, antiimperialistisch          | Sprengsatz, Schusswaffen                          | Gepanzertes Firmenfahrzeug                      | 2       | 4         |                                       |
| 10. Mai 2000 | Sri Lanka              | Anschlag in Jaffna                                       | LTTE                 | autonomistisch, tamilisch-sozialistisch                                                      | Selbstmordattentäter                              | Soldaten                                        | 0 (+?)  | 149       | Bürgerkrieg in Sri Lanka              |
| 17. Mai 2000 | Sri Lanka              | Anschlag in Batticaloa                                   | vermutlich LTTE      | autonomistisch, tamilisch-sozialistisch                                                      | Sprengsatz                                        | Buddhistisches Festival, Polizisten, Zivilisten | 17      | 75        | Bürgerkrieg in Sri Lanka              |
| 18. Mai 2000 | Kanada                 | Anschlag in Québec                                       |                      |                                                                                              | Arsen                                             | Studenten                                       | 0       | 27        |                                       |
| 18. Mai 2000 | Philippinen            | Anschläge in Jolo und Zamboanga City                     |                      |                                                                                              | 3 Granaten, Sprengsatz                            | Markt, Bäckerei                                 | 5       | 34        | Moro-Konflikt                         |
| 21. Mai 2000 | Indien                 | Anschlag in Machilipatnam                                |                      |                                                                                              | Sprengsatz                                        | Kirche                                          | 0       | 22        |                                       |
| 21. Mai 2000 | Indien                 | Anschlag in Tripura                                      | NLFT                 | autonomistisch, tripurisch-nationalistisch, christlich                                       | Schusswaffen, Granaten                            | Dorf                                            | 25      |           | Tripura-Konflikt                      |
| 25. Mai 2000 | Philippinen            | Anschlag in Jolo                                         | vermutlich Abu Sajaf | islamistisch, islamisch-fundamentalistisch                                                   | 3 Granaten                                        | Markt                                           | 4       | 39        | Moro-Konflikt                         |
| 28. Mai 2000 | Indonesien             | Anschlag in Medan                                        |                      |                                                                                              | Sprengsatz                                        | Kirche                                          | 0       | 60        |                                       |
| 30. Mai 2000 | Sri Lanka              | Anschlag in Vavuniya                                     | LTTE                 | autonomistisch, tamilisch-sozialistisch                                                      | Landmine                                          | Polizeikonvoi                                   | 5       | 20        | Bürgerkrieg in Sri Lanka              |

## Juni
| Datum/Beginn  | Betroffenes Land       | Anschlag                    | Täter          | Politische Ausrichtung                                             | Mittel                                                  | Ziel                                       | Tote     | Verletzte | Hintergrund              |
| ------------- | ---------------------- | --------------------------- | -------------- | ------------------------------------------------------------------ | ------------------------------------------------------- | ------------------------------------------ | -------- | --------- | ------------------------ |
| 04. Juni 2000 | Spanien                | Anschlag in Durango         | ETA            | autonomistisch, baskisch-nationalistisch, marxistisch-leninistisch | Schusswaffe                                             | Lokalpolitiker Jesús María Pedrosa Urquiza | 1        | 0         | ETA-Konflikt             |
| 05. Juni 2000 | Sri Lanka              | Anschlag nahe Vadamarachchi | LTTE           | autonomistisch, tamilisch-sozialistisch                            | 13 Selbstmordattentäter mit sprengstoffbeladenen Booten | Marine                                     | 21 (+13) | 0         | Bürgerkrieg in Sri Lanka |
| 07. Juni 2000 | Sri Lanka              | Anschlag nahe Colombo       | LTTE           | autonomistisch, tamilisch-sozialistisch                            | Selbstmordattentäter                                    | Parteiveranstaltung                        | 21       | 27        | Bürgerkrieg in Sri Lanka |
| 08. Juni 2000 | Jugoslawien            | Anschlag in Končulj         |                |                                                                    | Landmine                                                | Polizeifahrzeug                            | 0        | 5         | Jugoslawienkriege        |
| 16. Juni 2000 | Algerien               | Anschlag in Muaskar         | vermutlich GIA | salafistisch, wahhabitisch                                         | Sprengsatz                                              | Markt                                      | 13       | 42        | Algerischer Bürgerkrieg  |
| 21. Juni 2000 | Vereinigtes Königreich | Anschlag in Belfast         | vermutlich UVF | protestantisch-unionistisch, antikatholisch                        | Sprengsatz                                              | Katholische Zivilisten                     | 0        | 2         | Nordirlandkonflikt       |
| 21. Juni 2000 | Vereinigtes Königreich | Anschlag in Derry           |                |                                                                    | Eisenstangen                                            | Katholischer Zivilist                      | 0        | 1         | Nordirlandkonflikt       |
| 25. Juni 2000 | Spanien                | Anschlag in Getxo           | ETA            | autonomistisch, baskisch-nationalistisch, marxistisch-leninistisch | Autobombe                                               | Zivilisten                                 | 0        | 4         | ETA-Konflikt             |

## Juli
| Datum/Beginn  | Betroffenes Land       | Anschlag                                                          | Täter                     | Politische Ausrichtung                                             | Mittel                                | Ziel                                                  | Tote    | Verletzte | Hintergrund                          |
| ------------- | ---------------------- | ----------------------------------------------------------------- | ------------------------- | ------------------------------------------------------------------ | ------------------------------------- | ----------------------------------------------------- | ------- | --------- | ------------------------------------ |
| 01. Juli 2000 | Kolumbien              | Anschlag in Bogotá                                                | vermutlich FARC-EP        | marxistisch-leninistisch, links-nationalistisch                    | Raketen                               | Polizeihauptquartier                                  | 1       | 30        | Bewaffneter Konflikt in Kolumbien    |
| 02. Juli 2000 | Russland               | Anschläge in Tschetschenien                                       | Tschetschenische Rebellen |                                                                    | 4 Selbstmordattentäter mit Autobomben | Militärgebäude, Soldaten, Zivilisten                  | 65 (+4) | 81        | Zweiter Tschetschenienkrieg          |
| 05. Juli 2000 | Vereinigtes Königreich | Anschlag in Portadown                                             |                           |                                                                    | Säure                                 | Polizisten                                            | 0       | 7         | Nordirlandkonflikt                   |
| 06. Juli 2000 | Italien                | Anschlag in Lignano Sabbiadoro                                    |                           |                                                                    | Rohrbombe                             | Touristen                                             | 0       | 1         |                                      |
| 12. Juli 2000 | Spanien                | Anschlag in Madrid                                                | ETA                       | autonomistisch, baskisch-nationalistisch, marxistisch-leninistisch | Autobombe                             | Stadtzentrum                                          | 0       | 8         | ETA-Konflikt                         |
| 15. Juli 2000 | Spanien                | Attentat auf den Lokalpolitiker José María Martín Carpena         | ETA                       | autonomistisch, baskisch-nationalistisch, marxistisch-leninistisch | Schusswaffe                           | Politiker                                             | 1       | 0         | ETA-Konflikt                         |
| 15. Juli 2000 | Vereinigtes Königreich | Anschlag in Castlewellan                                          |                           |                                                                    | Autobombe                             | Zivilist                                              | 0       | 1         | Nordirlandkonflikt                   |
| 16. Juli 2000 | Pakistan               | Anschlag in Hyderabad                                             |                           |                                                                    | Sprengsatz                            | Zug                                                   | 9       | 25        |                                      |
| 16. Juli 2000 | Spanien                | Anschlag in Ágreda                                                | vermutlich ETA            | autonomistisch, baskisch-nationalistisch, marxistisch-leninistisch | Autobombe                             | Polizeikaserne                                        | 0       | 1         | ETA-Konflikt                         |
| 16. Juli 2000 | Deutschland            | Anschlag in Ludwigshafen                                          |                           |                                                                    | Brandstiftung                         | Flüchtlingsheim                                       | 0       | 3         |                                      |
| 17. Juli 2000 | Philippinen            | Anschlag in Kabacan                                               | vermutlich MILF           | autonomistisch, moro-sozialistisch                                 | Sprengsatz                            | Markt                                                 | 2       | 35        | Moro-Konflikt                        |
| 17. Juli 2000 | Philippinen            | Anschlag in Lanao del Sur                                         | MILF                      | autonomistisch, moro-sozialistisch                                 | Schusswaffen                          | Christliche Zivilisten                                | 21      | 11        | Moro-Konflikt                        |
| 22. Juli 2000 | Pakistan               | Anschlag in Quetta                                                |                           |                                                                    | Sprengsatz                            | Markt, Zivilisten                                     | 7       | 25        |                                      |
| 24. Juli 2000 | Indien                 | Anschlag in Jalandhar                                             |                           |                                                                    | Sprengsatz                            | Bus                                                   | 7       | 20        |                                      |
| 26. Juli 2000 | Spanien                | Autobombenanschlag gegen den Lokalpolitiker Agustin Ramos Vallejo | ETA                       | autonomistisch, baskisch-nationalistisch, marxistisch-leninistisch | Autobombe                             | Lokalpolitiker                                        | 0       | 0         | ETA-Konflikt                         |
| 27. Juli 2000 | Deutschland            | Anschlag in Düsseldorf                                            |                           | rechtsextremistisch, neonazistisch                                 | Rohrbombe                             | S-Bahnhof Düsseldorf-Wehrhahn, Fremdsprachenstudenten | 0       | 10        | Schwangere verliert ungeborenes Kind |

## August
| Datum/Beginn    | Betroffenes Land       | Anschlag                            | Täter                                         | Politische Ausrichtung                                                        | Mittel                             | Ziel                           | Tote    | Verletzte | Hintergrund                 |
| --------------- | ---------------------- | ----------------------------------- | --------------------------------------------- | ----------------------------------------------------------------------------- | ---------------------------------- | ------------------------------ | ------- | --------- | --------------------------- |
| 01. August 2000 | Indonesien Philippinen | Anschlag in Jakarta                 | Jemaah Islamiyah                              | islamisch-fundamentalistisch, panislamisch, salafistisch, wahhabitisch        | Sprengsatz                         | Philippinische Botschaft       | 2       | 21        |                             |
| 01. August 2000 | Indien                 | Anschlag in Pahalgam                |                                               |                                                                               | Sturmgewehre                       | Zivilisten                     | 33 (+2) | 94        | Aufstand in Kaschmir        |
| 08. August 2000 | Russland               | Anschlag in Moskau                  | vermutlich Tschetschenische Rebellen          |                                                                               | Sprengsatz                         | U-Bahn-Station                 | 12      | 97        | Zweiter Tschetschenienkrieg |
| 08. August 2000 | Spanien                | Anschlag in Madrid                  | vermutlich ETA                                | autonomistisch, baskisch-nationalistisch, marxistisch-leninistisch            | Autobombe                          | Zivilisten                     | 0       | 11        | ETA-Konflikt                |
| 09. August 2000 | Uganda                 | Anschlag in Omoro                   |                                               |                                                                               | Granaten                           | Markt                          | 18      |           |                             |
| 09. August 2000 | Sri Lanka              | Anschlag nahe Trincomalee           | vermutlich LTTE                               | autonomistisch, tamilisch-sozialistisch                                       | Landmine                           | Soldaten in Militärfahrzeug    | 1       | 30        | Bürgerkrieg in Sri Lanka    |
| 10. August 2000 | Indien                 | Anschlag in Srinagar                | Hizbul Mujahideen                             | autonomistisch                                                                | Autobombe                          | Sicherheitskräfte, Zivilisten  | 15      | 30        | Aufstand in Kaschmir        |
| 11. August 2000 | Uganda                 | Anschlag in Kasese                  | ADF                                           | islamistisch                                                                  | Schusswaffen, Entführung, Macheten | Gesundheitszentrum             | 10      | 1         | ADF-Konflikt                |
| 13. August 2000 | Indien                 | Anschlagsserie in Jammu und Kashmir | Hizbul Mujahideen                             | autonomistisch                                                                | 2 Landminen, 2 Sprengsätze         | Bus, Grenzsoldaten, Zivilisten | 5       | 38        | Aufstand in Kaschmir        |
| 14. August 2000 | Indien                 | Anschlag in Uttar Pradesh           |                                               |                                                                               | Sprengsatz                         | Zug                            | 11      | 40        |                             |
| 15. August 2000 | Vereinigtes Königreich | Anschlag in Belfast                 | vermutlich Irisch-Republikanische Extremisten | irisch-republikanisch                                                         | Sprengsatz                         | Fahrzeug, Zivilisten           | 0       | 1         | Nordirlandkonflikt          |
| 17. August 2000 | Lettland               | Anschlag in Riga                    |                                               |                                                                               | 2 Zeitbomben                       | Kaufhaus                       | 1       | 34        |                             |
| 17. August 2000 | Gambia                 | Anschlag in Banjul                  |                                               |                                                                               | Tränengas, Brandstiftung           | Radiosender                    | 0       | 2         |                             |
| 18. August 2000 | Namibia                | Anschlag im Caprivizipfel           | vermutlich UNITA                              | konservativ, angolanisch-nationalistisch, christlich-demokratisch, maoistisch | Landmine                           | Arbeiter in Lkw                | 1       | 47        | Bürgerkrieg in Angola       |
| 20. August 2000 | Spanien                | Anschlag in Sallent de Gállego      | vermutlich ETA                                | autonomistisch, baskisch-nationalistisch, marxistisch-leninistisch            | Autobombe                          | Polizeistreife                 | 2       | 0         | ETA-Konflikt                |
| 20. August 2000 | Deutschland            | Anschlag in Eisenhüttenstadt        | vermutlich Neonazis                           | neonazistisch                                                                 | Rauchbombe                         | Asylbewerberheim               | 0       | 7         |                             |
| 21. August 2000 | Vereinigtes Königreich | Anschlag in Belfast                 | vermutlich UVF                                | protestantisch-unionistisch, antikatholisch                                   | Schusswaffen                       | Milizionäre                    | 2       | 0         | Nordirlandkonflikt          |

## September
| Datum/Beginn       | Betroffenes Land | Anschlag                                      | Täter                   | Politische Ausrichtung                                                              | Mittel                     | Ziel                                                                  | Tote   | Verletzte | Hintergrund              |
| ------------------ | ---------------- | --------------------------------------------- | ----------------------- | ----------------------------------------------------------------------------------- | -------------------------- | --------------------------------------------------------------------- | ------ | --------- | ------------------------ |
| 01. September 2000 | Guinea           | Anschlag in Nzérékoré                         |                         |                                                                                     | Schusswaffen               | Soldaten, Zivilisten                                                  | 47     | 29        |                          |
| 02. September 2000 | Uganda           | Anschlag in Kibaale                           | vermutlich ADF          | islamistisch                                                                        | Schusswaffen               | Polizeistation                                                        | 2      |           | ADF-Konflikt             |
| 09. September 2000 | Deutschland      | Anschlag in Nürnberg                          | NSU                     | rechtsextremistisch, neonazistisch, rassistisch, xenophob                           | Pistole                    | Türkischer Blumenhändler                                              | 1      | 0         |                          |
| 13. September 2000 | Indonesien       | Anschlag in Jakarta                           |                         |                                                                                     | Autobombe                  | Börse                                                                 | 15     | 27        |                          |
| 15. September 2000 | Sri Lanka        | Anschlag in Colombo                           | vermutlich LTTE         | autonomistisch, tamilisch-sozialistisch                                             | Selbstmordattentäter       | Krankenhaus, Polizisten                                               | 6 (+1) | 24        | Bürgerkrieg in Sri Lanka |
| 19. September 2000 | Pakistan         | Anschlag in Islamabad                         |                         |                                                                                     | Sprengsatz                 | Markt                                                                 | 16     | 60        |                          |
| 19. September 2000 | Sri Lanka        | Anschlag nahe Trincomalee                     | LTTE                    | autonomistisch, tamilisch-sozialistisch                                             | Schusswaffen, Panzerfäuste | Militärfahrzeug                                                       | 22     | 2         | Bürgerkrieg in Sri Lanka |
| 20. September 2000 | Angola           | Anschlag nahe Huambo                          | UNITA                   | konservativ, angolanisch-nationalistisch, christlich-demokratisch, maoistisch       |                            | Konvoi                                                                | 24     |           | Bürgerkrieg in Angola    |
| 23. September 2000 | Indonesien       | Anschlag in Maluku                            | Muslimische Extremisten |                                                                                     | Raketenwerfer, Gewehre     | Christliche Zivilisten                                                | 1      | 27        |                          |
| 24. September 2000 | Nepal            | Anschlag in der Entwicklungsregion Mittelwest | Maoisten                | maoistisch                                                                          | Granaten, Sprengsätze      | Regierungsgebäude, Bürgermeisterbüro, Gefängnis, Polizeihauptquartier | 14     | 40        | Bürgerkrieg in Nepal     |
| 29. September 2000 | Spanien          | Anschlag in Barcelona                         | GRAPO                   | marxistisch-leninistisch, anti-revisionistisch, republikanisch, antiimperialistisch | Sprengsatz                 | Zeitungsbüro                                                          | 0      | 6         |                          |
| 30. September 2000 | Guinea           | Anschlag in Nzérékoré                         | Rebellen                |                                                                                     | Schusswaffen               | Militärstützpunkt, Zivilisten                                         | 60     |           |                          |

## Oktober
| Datum/Beginn     | Betroffenes Land | Anschlag                                              | Täter           | Politische Ausrichtung                                                                      | Mittel                                               | Ziel                             | Tote    | Verletzte | Hintergrund                       |
| ---------------- | ---------------- | ----------------------------------------------------- | --------------- | ------------------------------------------------------------------------------------------- | ---------------------------------------------------- | -------------------------------- | ------- | --------- | --------------------------------- |
| Oktober 2000     | Kolumbien        | Anschlag im Departamento del Cauca                    | FARC-EP         | marxistisch-leninistisch, links-nationalistisch                                             | Exekution, Brandstiftung                             | Zivilisten                       | 20      |           | Bewaffneter Konflikt in Kolumbien |
| 01. Oktober 2000 | Tadschikistan    | Anschlag in Duschanbe                                 |                 |                                                                                             | 2 Sprengsätze                                        | Kirche                           | 7       | 70        |                                   |
| 05. Oktober 2000 | Uganda           | Anschlag in Kampala                                   | vermutlich ADF  | islamistisch                                                                                | Granate                                              | Handelszentrum                   | 1       | 6         | ADF-Konflikt                      |
| 05. Oktober 2000 | Sri Lanka        | Anschlag in Medawachchiya                             | vermutlich LTTE | autonomistisch, tamilisch-sozialistisch                                                     | Selbstmordattentäter                                 | Wahlkundgebung                   | 11 (+1) | 45        | Bürgerkrieg in Sri Lanka          |
| 06. Oktober 2000 | Russland         | Anschlag in Newinnomyssk                              |                 |                                                                                             | 2 Sprengsätze                                        | Bahnhof, Markt                   | 3       | 20        | Zweiter Tschetschenienkrieg       |
| 09. Oktober 2000 | Spanien          | Anschlag auf den Oberstaatsanwalt Luis Portero Garcia | ETA             | autonomistisch, baskisch-nationalistisch, marxistisch-leninistisch                          | Schusswaffe                                          | Justiz                           | 1       | 0         | ETA-Konflikt                      |
| 10. Oktober 2000 | Uganda           | Anschlag in Gulu                                      | LRA             | christlich                                                                                  | Granaten                                             | Tanzsäle                         | 9       | 60+       | LRA-Konflikt                      |
| 12. Oktober 2000 | Jemen            | Anschlag in Aden                                      | al-Qaida        | panislamisch, salafistisch, wahhabitisch, antikommunistisch, antizionistisch, antisemitisch | 2 Selbstmordattentäter mit sprengstoffbeladenem Boot | US-Militärschiff                 | 15 (+2) | 38        |                                   |
| 19. Oktober 2000 | Sri Lanka        | Anschlag in Colombo                                   | LTTE            | autonomistisch, tamilisch-sozialistisch                                                     | Selbstmordattentäter                                 | Stadthalle, Regierungskabinett   | 3 (+1)  | 21        | Bürgerkrieg in Sri Lanka          |
| 22. Oktober 2000 | Spanien          | Anschlag in Vitoria-Gasteiz                           | vermutlich ETA  | autonomistisch, baskisch-nationalistisch, marxistisch-leninistisch                          | Autobombe                                            | Gefängniswärter                  | 1       | 0         | ETA-Konflikt                      |
| 22. Oktober 2000 | Pakistan         | Anschlag in Karatschi                                 |                 |                                                                                             | Sprengsatz, Schusswaffen                             | Parteiveranstaltung, Milizionäre | 4       | 43        |                                   |
| 23. Oktober 2000 | Sri Lanka        | Anschlag in Trincomalee                               | vermutlich LTTE | autonomistisch, tamilisch-sozialistisch                                                     | Sprengstoffbeladene Boote, Mörser                    | Marinegelände                    | 6 (+18) | 43        | Bürgerkrieg in Sri Lanka          |

## November
| Datum/Beginn      | Betroffenes Land | Anschlag                            | Täter                                        | Politische Ausrichtung                                                              | Mittel                                 | Ziel                   | Tote     | Verletzte | Hintergrund                           |
| ----------------- | ---------------- | ----------------------------------- | -------------------------------------------- | ----------------------------------------------------------------------------------- | -------------------------------------- | ---------------------- | -------- | --------- | ------------------------------------- |
| 02. November 2000 | Fidschi          | Anschlag in Suva                    | Rebellen                                     |                                                                                     | Schusswaffen, Sprengstoff, Geiselnahme | Militärkaserne         | 7        | 17        |                                       |
| 02. November 2000 | Pakistan         | Anschlag in Rawalpindi              |                                              |                                                                                     | Sprengsatz                             | Markt                  | 0        | 26        |                                       |
| 02. November 2000 | Spanien          | Anschlag in Barcelona               | ETA                                          | autonomistisch, baskisch-nationalistisch, marxistisch-leninistisch                  | Autobombe                              | Zivilisten             | 0        | 2         | ETA-Konflikt                          |
| 11. November 2000 | Spanien          | Anschlag in Donostia-San Sebastián  | ETA                                          | autonomistisch, baskisch-nationalistisch, marxistisch-leninistisch                  | Granatwerfer                           | Polizeikaserne         | 0        | 11        | ETA-Konflikt                          |
| 11. November 2000 | Russland         | Anschlag in Tschetschenien          | Tschetschenische Separatisten                | autonomistisch-tschetschenisch                                                      | Schusswaffen                           | Soldaten               | 35 (+1)  | 50 (+3)   | Zweiter Tschetschenienkrieg           |
| 14. November 2000 | Angola           | Anschlag in Bié                     | UNITA                                        | konservativ, angolanisch-nationalistisch, christlich-demokratisch, maoistisch       | Entführung                             | Zivilisten             | 19       | 30        | Bürgerkrieg in Angola                 |
| 17. November 2000 | Spanien          | Anschlag in Madrid                  | vermutlich GRAPO                             | marxistisch-leninistisch, anti-revisionistisch, republikanisch, antiimperialistisch | Schusswaffe                            | Polizist               | 1        | 0         |                                       |
| 22. November 2000 | Spanien          | Anschlag in Irun                    | vermutlich ETA                               | autonomistisch, baskisch-nationalistisch, marxistisch-leninistisch                  | Granate(n)                             | Polizeikaserne         | 0        | 1         | ETA-Konflikt                          |
| 22. November 2000 | Israel           | Anschlag in Chadera                 | The Islamic Revolution to Liberate Palestine |                                                                                     | Autobombe                              | Linienbus              | 2        | 41        | Israelisch-Palästinensischer Konflikt |
| 28. November 2000 | Sri Lanka        | Anschlag in der Nord-Zentralprovinz | vermutlich LTTE                              | autonomistisch, tamilisch-sozialistisch                                             | Landmine                               | Bus                    | 7        | 20        | Bürgerkrieg in Sri Lanka              |
| 28. November 2000 | Indonesien       | Anschlag in Maluku                  | Muslimische Extremisten                      |                                                                                     |                                        | Christliche Zivilisten | 25 (+25) |           |                                       |

## Dezember
| Datum/Beginn      | Betroffenes Land | Anschlag                      | Täter                                    | Politische Ausrichtung | Mittel                         | Ziel                                                           | Tote    | Verletzte | Hintergrund                       |
| ----------------- | ---------------- | ----------------------------- | ---------------------------------------- | --- | ------------------------------ | -------------------------------------------------------------- | ------- | --------- | --------------------------------- |
| 05. Dezember 2000 | Guinea           | Anschlag in Nzérékoré         | Rebellen                                 | | Schusswaffen, Brandstiftung    | Regierungsgebäude, Soldaten, Zivilisten                        | 48      |           |                                   |
| 06. Dezember 2000 | Sri Lanka        | Anschlag nahe Batticaloa      | vermutlich LTTE                          | autonomistisch, tamilisch-sozialistisch                                                                                   | Landmine                       | Bus                                                            | 3       | 23        | Bürgerkrieg in Sri Lanka          |
| 06. Dezember 2000 | Kolumbien        | Anschlag in Antioquia         | FARC-EP                                  | marxistisch-leninistisch, links-nationalistisch                                                                           | Autobombe, Mörser, Sprengsätze | Polizisten, Zivilisten, Milizionäre                            | 29      | 15        | Bewaffneter Konflikt in Kolumbien |
| 07. Dezember 2000 | Indien           | Anschlag in Assam             | ULFA                                     | autonomistisch, assamesisch-nationalistisch, marxistisch, sozialistisch                                                   | Schusswaffen                   | Zivilisten                                                     | 26      | 16        | Assam-Konflikt                    |
| 08. Dezember 2000 | Sudan            | Anschlag in al-Chartum        | vermutlich at-Takfir wa-l-Higra          | islamistisch | Schusswaffen                   | Moschee                                                        | 20 (+1) | 40        |                                   |
| 08. Dezember 2000 | Russland         | Anschlag in Pjatigorsk        | Tschetschenische Separatisten            | autonomistisch-tschetschenisch                                                                                            | 2 Autobomben                   | Markt, Zivilisten                                              | 4       | 28        | Zweiter Tschetschenienkrieg       |
| 09. Dezember 2000 | Russland         | Anschlag in Tschetschenien    | vermutlich Tschetschenische Separatisten | autonomistisch-tschetschenisch                                                                                            | Autobombe                      | Zivilisten                                                     | 21      | 21        | Zweiter Tschetschenienkrieg       |
| 16. Dezember 2000 | Afghanistan      | Anschlag in Tachar            |                                          | | 2 Landminen                    | Zivilisten                                                     | 25      |           | Krieg in Afghanistan              |
| 18. Dezember 2000 | Algerien         | Anschlag in Chlef             | vermutlich Muslimische Fundamentalisten  | islamisch-fundamentalistisch                                                                                              |                                | Dorf                                                           | 22      | 0         | Algerischer Bürgerkrieg           |
| 24. Dezember 2000 | Indonesien       | Anschlagsserie                | Jemaah Islamiyah, al-Qaida               | panislamisch, islamisch-fundamentalistisch, salafistisch, wahhabitisch, antikommunistisch, antizionistisch, antisemitisch | Sprengsätze                    | Kirchen                                                        | 18 (+1) | 118       |                                   |
| 25. Dezember 2000 | Indien           | Anschlag in Jammu und Kashmir |                                          | | Autobombe                      | Militärhauptquartier                                           | 8       | 23        | Aufstand in Kaschmir              |
| 25. Dezember 2000 | Pakistan         | Anschlagsserie                |                                          | | Sprengsätze                    | Markt, Passagierbus, Bahnhof, Zivilisten                       | 0       | 45        |                                   |
| 30. Dezember 2000 | Philippinen      | Anschlag in Manila            | Jemaah Islamiyah                         | panislamisch, islamisch-fundamentalistisch, salafistisch, wahhabitisch                                                    | 5 Sprengsätze                  | Tankstelle, Park, Ninoy Aquino International Airport, Bus, Zug | 22      | 100       | Moro-Konflikt                     |